# Worcestrska stolnica
Worcestrska stolnica, pred angleško reformacijo samostanska cerkev v Worcestru, je anglikanska stolnica v Worcestru, Anglija. Leži ob reki Severn. Je sedež škofa Worcestra. Njeno uradno ime je Stolna cerkev Kristusa in blažene Marije Device iz Worcestra. Zgrajena je bila med letoma 1084 in 1504. V njej so zastopani vsi slogi angleške arhitekture, od normanskega do pozne gotike. Znana je po svoji romanski kripti in enkratni kapiteljski dvorani, nenavadnih prehodih gotskih obokov, lepi leseni opremi in izvrstnem osrednjem stolpu z izrednimi razmerji. 
Zahodna fasada stolnice s portretom sira Edwarda Elgarja je na zadnji strani bankovca za 20 £, ki ga je med letoma 1999 in 2007 izdala Bank of England. 

## Zgodovina

### Samostan
Današnja stolnica je bila ustanovljena leta 680 kot samostan, škof je bil Bosel. Od samostana je ohranjena le kripta, stolnica je iz 10. stoletja in časa škofa svetega Oswalda.
Menihi in nune so bili v samostanu od 7. stoletja. Samostan je postal benediktinski v drugi polovici 10. stoletja (med 974 in 977 ali verjetneje 969). Povezan je z opatijo Fleury v Franciji. Oswald, worcestrski škof je namreč med letoma 961 in 992 s priorjem v Fleuryju njihovo meniško pravilo uveljavil tudi v Worcestru.  Ostanke samostana iz 12. in 13. stoletja je še vedno mogoče videti. Priorstvo se je končalo z zaprtjem samostanov po ukazu kralja Henrika VIII., benediktinci so odšli 18. januarja 1540, nadomestili so jih s posvetnimi kanoniki.
Nekdanja samostanska knjižnica je imela veliko rokopisov, ki so zdaj v drugih knjižnicah, v Cambridgeu, Londonu (Britanska knjižnica), Bodleianovi knjižnici v Oxfordu in stolnični knjižnici v Worcestru. 

### Stolnica
Po razpustitvi samostanov je bila nekdanja zgradba ponovno vzpostavljena kot stolnica posvetne duhovščine. Leta 1860 so jo obnovili, delo sta vodila sir George Gilbert Scott in A. E. Perkins.
Podoba stolnične zahodne fasade je na hrbtni strani serije E britanskega bankovca za 20 funtov v spomin na sira Edwarda Elgarja, ki je bil izdan med letoma 1999 in 2007. 

## Arhitektura
Stolnica ima veliko značilnosti angleških srednjeveških stolnic. Kot stolnica v  Salisburyju in Lincolnu ima dva transepta, ki križata ladjo namesto enotnega transepta, kot je običajno na celini. To je olajšalo zasebnost Svetega urada mnogim duhovnikom in menihom. Ima tudi kapiteljsko dvorano in križni hodnik. Na severni strani stolnice je vhodni portik, ki je preprečeval prepih, kadar so bila odprta zahodna vrata.
Ima pomembne dele stavbe iz vsakega stoletja, od 11. do 16. Njen stolp je v slogu pozne gotike in ga je opisal Alec Clifton-Taylor kot "odlično" in najlepše videti čez reko Severn.
Najstarejši del stavbe je z množico obokov normanska kripta z blazinastimi kapiteli, ostanek  prvotne samostanske cerkve škofa svetega Wulfstana worcestrskega iz leta 1084. Krožna kapiteljska dvorana iz leta 1120 je normanska, na zunaj je osmerokotna, ker so bile stene ojačane v 14. stoletju. Ladja je bila zgrajena in večkrat prezidana, zato je v različnih slogih, obnavljali so jo različni arhitekti v obdobju 200 let, od 1170 do 1374, nekateri deli so enkratni in kažejo dekorativen prehod med romaniko in gotiko.  Najstarejši deli kažejo nadomestne plasti zelenega peščenjaka iz Highleyja v Shropshiru in rumenega cotswoldskega apnenca. 
Vzhodni konec je bil obnovljen čez normansko kripto in je delo Alexandra Masona med 1224 in 1269. Z zelo podobnim zgodnjeangleškim slogom se ujema s stolnico v Salisburyju. Leta 1360 je John Clyve zaključil ladjo, zgradil obok, zahodno fasado, severni portik in vzhodni spekter križnega hodnika. Prav tako je okrepil kapiteljsko dvorano, ji dodal opornike in spremenil obok. Njegova mojstrovina je osrednji stolp iz leta 1374, prvotno lesena konstrukcija z zvonikom, pokritim s svincem, ki ga zdaj ni več. Med letoma 1404 in 1432 je neznan arhitekt dodal severni in južni del križnega hodnika, ki ga je na koncu John Chapman zaprl z zahodnim območjem (1435–38. Zadnji pomemben dodatek je kapela princa Arturja na desni strani južnega kornega hodnika, 1502–04.
Stolnica je bila obnovljena med letoma 1857 do 1874 pod vodstvom W. A. Perkinsa in sira Georgea Gilberta Scotta. Večina opreme in stekel je iz tega časa. Nekateri zasloni iz zgodnjega 17. stoletja in paneli so bili odstranjeni iz kora, orgle iz leta 1864 so zdaj v cerkvi svete Trojice, Sutton Coldfield. 

## Grobnice in spomeniki
V prezbiteriju je grob kralja Ivana. Pred svojo smrtjo v Newarku leta 1216 je Ivan zahteval, da ga pokopljejo v Worcestru. Pokopan je bil med svetiščem svetega Wulstana in svetega Oswalda (zdaj uničena). 
Stolnica ima kapelo v spomin na princa Arturja Tudorskega, ki je tukaj  pokopan. Arturjev mlajši brat in naslednji v vrsti za prestol je bil Henrik VIII. Pred ikonoklazmom in popolnim uničenjem jo je rešil Henrik VIII. zaradi bratove kapele v stolnici.
Epitaf v latinščini za ravnatelja Henryja Brighta iz King's Collegea je v bližini severnega potrika. Drugi pomembni grobovi so:
- Ivor Atkins (1869–1953), zborovodja in organist od 1897 do 1950,
- Stanley Baldwin (1867–1947), predsednik vlade Združenega kraljestva,
- Alfred Barry, nekaj časa škof v Sydneyju in nadškof Avstralije,
- Ernest Bird (1877–1945), učenjak King's School, Worcester,

```

```

- Arthur W. Davies (1878–1966), ravnatelj St. John's Collegea v Agri med vojno treh kraljestev
- Richard Edes (umrl 1604), kaplan Elizabete I. in Jurija I. ,
- John Gauden (1605–1662), worcestrski škof, verjetni avtor Eikon Basilike,

```
[
10
]
```

- Philip Goodrich (1929–2001), worcestrski škof od 1982 do 1996,
- William Hamilton, 2. vojvoda Hamilton (1616–1651), škotski poveljnik rojalistov,
- Sir Thomas Lyttelton, 1. baronet,
- William Henry Reed (1876–1942), violinist, prijatelj in biograf  Edwarda Elgarja,
- Robin Woods (1914–1997), dekan Windsorja, worcestrski škof od 1971 do 1982,
- Francis Brett mlajši (1884–1954), pisatelj.

## Knjižnica
Stolnična knjižnica, ki je od 19. stoletja v podstrešju nad južno ladjo, ima skoraj 300 srednjeveških rokopisov, 55 inkunabul in 5500 posrednjeveških tiskanih knjig. Posebej je treba omeniti Worcester Antiphoner (edina knjiga te vrste, ohranjena iz reformacije), zapuščino kralja Ivana in kopijo Magne Carte iz leta 1225.  Velik skriptorij v Worcestru je dal številne rokopise, v njem je bilo veliko znanih pismoukov, kot je kronist Janez iz Worcestra in neimenovani menih, prepoznan po svoji značilni pisavi v The Tremulous Hand of Worcester. 

## Mizerikordije
39 mizerikordij je iz leta 1379 in vključujejo dela vseh mesecev v letu (Labours of the Months), svetopisemske zgodbe, mitologijo in folkloro, tudi N-07 Pametna hči, ki kaže golo žensko ovito v mrežo, ki jaha kozo in nosi zajca pod pazduho. Tri so bile v viktorijanskem času zamenjane, kot je N-02, Juda v čeljusti Satana.

## Zvonovi
Stolp ima obroč 12 zvonov, tri poltonske in nenihajoč bourdon (najtežji zvon). Sedanjih 15 zvonov je bilo ulitih leta 1928 (John Taylor & Co.) v Loughboroughu, so iz kovine prvotnega obroča iz leta 1869. Je peti najtežji obroč dvanajstih zvonov na svetu, le zvonovi v stolnicah v Liverpoolu, Exetru, Yorku ter svetem Pavlu v Londonu so težji. Zvonovi imajo eno najboljših intonacij. Visijo v lesenem okvirju, ki je bil zgrajen leta 1869 za prejšnji obroč. Worcestrska stolnica je edina, ki ima namenski učni center, opremljen z osmimi posebnimi zvonovi za usposabljanje, povezanimi z računalnikom. 

## Glasba
Imajo tri zbore: glavni pevski zbor z dečki in deklicami (po navadi delajo neodvisno), komorni zbor in prostovoljni pevski zbor. Od 18. stoletja Worcester Cathedral Choir sodeluje na festivalu Treh pevskih zborov, ki je najstarejši glasbeni festival na svetu.
Skladatelj Edward Elgar je večino svojega življenja preživel v Worcestershiru. Prva izvedba spremenjene različice njegovih Enigma Variations – različica, ki se običajno izvaja – je bila v stolnici leta 1899 na festivalu Treh pevskih zborov. Nanj spominja vitražno okno z njegovim portretom.
Tudi zgodovina orgel sega vsaj do leta 1417. Izmenjale so se številne orgle, obnovljene in  ponovno zgrajene, tudi orgle Thomasa Dallama, Williama Hilla in najslavnejše Roberta Hope-Jonesa iz leta 1896. Hope-Jonesove orgle so bile ponovno narejene leta 1925 (Harrison & Harrison), nato pa redno vzdrževane, dokler niso Wood Wordsworth in Co. leta 1978 izdelali novih. To so velike štiri manualne orgle z 61 registri, neogotska oživitev z zelo urejenimi sprednjimi cevmi ter dvema manjšima primeroma na vsaki strani kora. 
Te orgle (razen velikih transeptnih in pedalnih cevi) so bile odstranjene leta 2006, da bi naredili prostor za nov instrument, ki je bil končan poleti leta 2008. Ladja ima posebne trimanualne orgle. 

## Galerija
- College Green
- Pogled na stolnico iz College Greena
- Worcester in reka Severn
- Orgle in okrašen strop
- Korna pregrada, ladja in zahodno okno
- Območje oltarja
- Visoki oltar
- Poslikan strop
- Kipi nad portalom
- 1836 Tloris